# Materia Prima Art Factory
Materia Prima art factory est une compagnie de théâtre physique et performance, associée au courant des arts de la rue,  créée en 1992 à Nancy sous l’impulsion du plasticien, performeur et metteur en scène ODM de son vrai nom Didier Manuel. Le 4 juillet 2014, Materia Prima, la troupe historique des cultures alternatives basée à Maxéville (Meurthe-et-Moselle), était mise en liquidation judiciaire. À la suite de cette liquidation, deux nouvelles structures ont vu le jour :  l’association « Collectif Be » et la compagnie « Butterfly Effect ». 

## Présentation
Constitué de membres venus de divers horizons de la scène artistique (plasticiens, danseurs, acteurs, circaciens, performeurs) elle se fait très tôt remarquer par des performances radicales où se mêlent un univers primitif, dans une énergie post-punk et post-industrielle. Un univers porté par d’anciens étudiants des beaux-arts ou d’école d’architecture, des comédiens et des musiciens de groupes de rock. Basée à Nancy dans l'Est de la France, la compagnie est une juste continuité de l’atmosphère et de l’état d’esprit venant du festival mondial du théâtre ou de la scène cold wave et industrielle qui ont fait vibrer la ville dans les années 1980. Elle est également imprégnée des paysages industriels propre à cette région, riche en usine, en hauts fourneaux et en carreaux de mine.

## Source
La compagnie tire son nom de la Materia Prima, un concept issu de la tradition Alchimique qui désigne à la fois l’élément premier servant à la réalisation du Grand Œuvre et le Chaos primordial à toute création. C’est autour de cette idée fondatrice que le collectif développe un travail autour de la question du Chaos, dans une dynamique aléatoire, empirique et très expérimentale. Cie laboratoire, sa démarche fait écho à l’Athanor alchimique et abouti à des créations extrêmement physiques et organique faites de Feu, d’Eau, de Terre, de Métal, de nudité, dont les thèmes puisent dans les maux, les névroses, les rites, les fantasmes et les tabous contemporains. Les premières influences de cette dernière sont plus à chercher du côté de Gaston Bachelard, Mircea Eliade, Sigmund Freud, la sub culture et la pop culture (Bd, Science fiction...), les arts plastiques, le happening que d'une filiation liée aux Arts de la rue ou du théâtre.

## Filiation
Depuis 1992, Materia Prima art factory compte de nombreuses créations à son actif, dans le développement d’un théâtre urbain et total imprégné autant de Georges Bataille, d’Antonin Artaud, de Jean Genet, de Tatsumi Hijikata que des avant-gardes tel que Dada, le surréalisme, le mouvement panic ou le Situationnisme, la danse Buto, Nam June Paik ou Joseph Beuys. Ainsi, on la voit œuvrer dans des théâtres, des festivals de théâtre de rue ou des festivals de rock, des rave party, des galeries, des caves, des terrains vagues, des friches, des nights clubs ou autres endroits interlopes en France comme à l’étranger.
Une des autres particularités de la compagnie est son implication dans la gestion et l’émergence de nombreux événements dans le développement d’une culture alternative. 

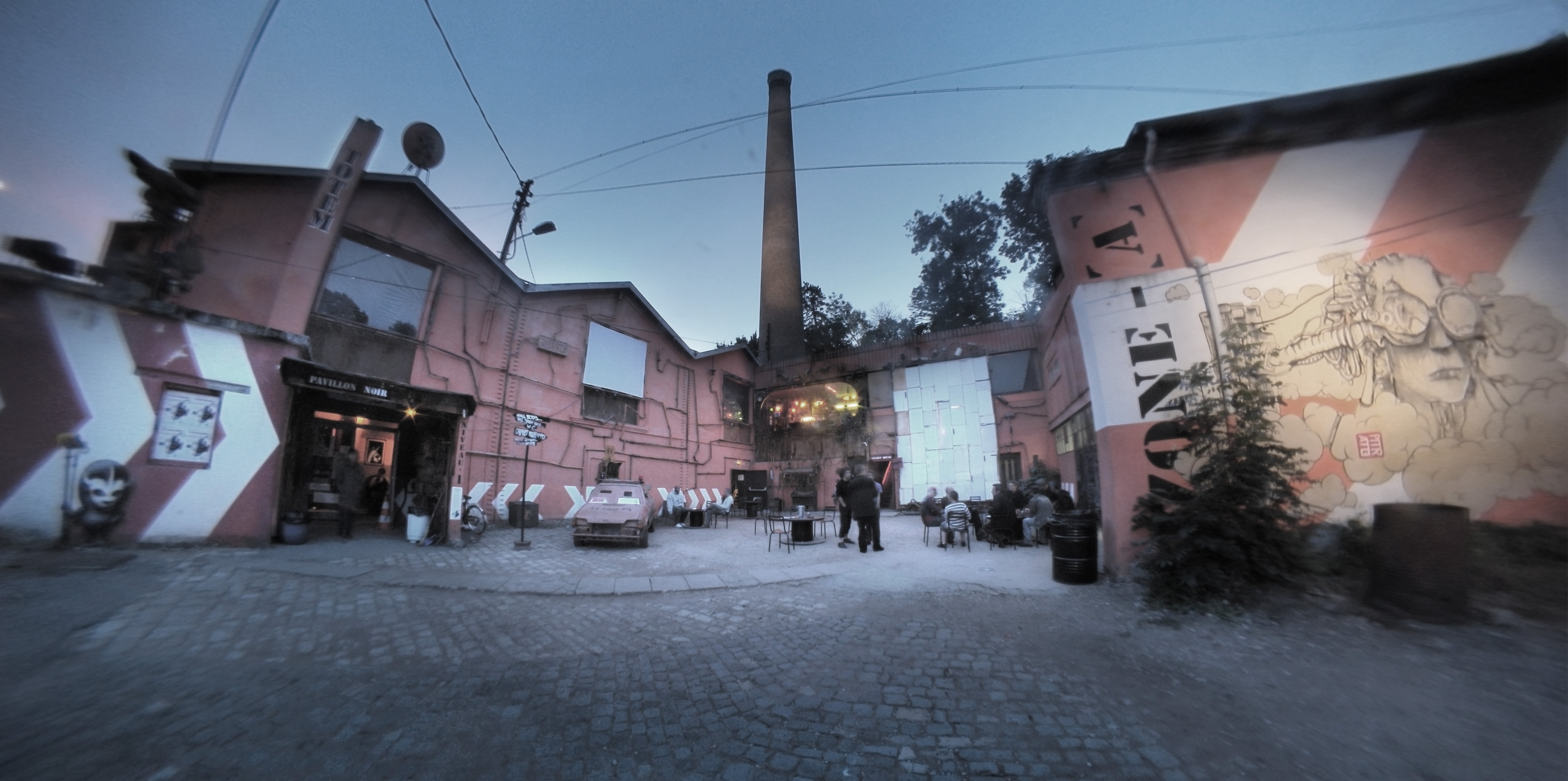
Le TOTEM

Nourrie de la culture des squats de la fin des années 80 et vouant une fascination pour les friches industrielles, elle ouvre différents lieux culturels tel le 115, le Hangar et depuis juin 1999 le T.O.T.E.M vaste site basé sur les anciennes brasseries de Maxéville et les anciennes caves vinicoles des Vins de la Craffe. Depuis sa base elle organise des concerts, des colloques, des expositions, programme des spectacles ou des soirées électroniques, des festivals (dont le Festival Souterrain corps/limite de notoriété internationaleet centré sur les formes émergentes, le body arts, l’art en lien avec les nouvelles technologies, les contre-cultures et les représentations du corps dans l’imaginaire contemporain). Elle fait venir des artistes de renommée internationale tel Stelarc, Marcel·lí Antúnez Roca, Genesis P-Orridge, Lydia Lunch, Ron Athey et collabore avec d’autres performeurs, artistes de renom issus de la scène alternative ou underground Lukas Zpira et Satomi Zpira, Von Magnet, les écrivains Tarik Noui, et David Defendi, des sociologues tel le sociologue des croyances Gérald Bronner, des philosophes tel le philosophe du corps Bernard Andrieu et des scientifiques.

## Philosophie
Bien qu’ODM soit, sans conteste, la figure emblématique et le fondateur du groupe, celui qui définit les concepts et orientations et garant de l’identité artistique de la compagnie, Materia Prima art factory conserve un fonctionnement collectif imprégné de la pensée libertaire se rapprochant d’Hakim Bey et des concepts de T.A.Z (Temporary Autonomous Zone). À ce titre le nom de son dernier lieu (ouvert en depuis 1999) est quasiment un hommage explicite puisque T.O.T.E.M est l’acronyme de Territoire Organisé Temporairement en Espace Merveilleux. 
Si le travail et la démarche de la compagnie conserve une grande dimension politique, cette dernière évite soigneusement tout message, slogan ou implication idéologique explicite. Elle semble  privilégier une poétique de confrontation avec le spectateur par l’intermédiaire de performances et d’actions aux univers dérangeant  puisant ses thèmes dans la pop-culture, la mythologie, l’imaginaire, la philosophie, l’ésotérisme, la psychanalyse, l’animalité, l’archaïque, l’enfance, le conflit, le rite, la mort, l’érotisme, la ville et les grandes mégapoles contemporaines.
Par son travail, elle questionne les tabous, les angoisses, les fascinations, les enfermements et névroses de la société occidentale et tend à remettre l’individu moderne au centre de ses propres contradictions. Cette approche qui laisse libre cours à l’appréciation du spectateur dans un jeu d’interactivité avec l’œuvre n’est pas sans rappeler Marcel Duchamp ou es surréalistes et contribue à renforcer le caractère énigmatique, ambiguë, voir « l’inquiétante étrangeté » qui se dégage des objets proposés.
Son fonctionnement atypique, son radicalisme, son caractère provocateur, son rapport à la nudité, son intérêt pour les déviances, son imaginaire issu de la sub-culture, son sens de la dérision et de la subversion des images, l’engagement radical des acteurs et le charisme ambiguë et provocateur de son fondateur ont longtemps contribué à ce que la compagnie soit perçue comme une secte. Une idée avec laquelle elle semble avoir beaucoup joué, en forçant elle-même la rumeur et les équivoques et en développant des processus d’approche spectaculaire hors normes (performances développées dans des conditions extrêmes, enterrements des performeurs, corps malmenés, engagement physique intense, grands froids) ou des esthétiques de groupe ambiguës (ex : Lors de ses premières années d’existence l’ensemble du groupe, constitué d’une quinzaine de personnes, garçons et filles, avaient le crâne rasé, portant des vêtements de travail dans une esthétique marquée par la scène industrielle).
Aujourd’hui reconnue pour la pertinence de sa démarche et la qualité de son travail artistique Materia Prima art factory semble moins s’attacher à brouiller aussi loin les pistes entre réalité et représentation.
Très implanté dans le paysage de la scène Underground française - ce bien qu’elle ne semble pas revendiquer une quelconque étiquette - Materia Prima art factory est souvent associée à la scène post-punk et cyberpunk. Parfois New fetish et quelquefois, à tort, BDSM. À ce titre, elle s’est également liée d’amitié avec le sulfureux Thierry Ehrmann et la Demeure du Chaos avec qui elle s’est rapprochée par une connivence autour de la symbolique alchimique, les thèmes liés au chaos et une stratégie du sabotage et du détournement artistique. La compagnie intervient régulièrement à la Demeure pour des actions et performances, ou en tant qu’organisateur associé à la Borderline Biennale. Son travail est visible et sert beaucoup de support à la réalisation des films produits par la DDC (999, Ecce Homo).
Malgré le fait que Materia Prima art factory se développe loin des grands projecteurs médiatiques, son travail et sa démarche est une source d’inspiration pour de nombreux artistes et compagnies. Une analyse fine de cette dernière révèle d’ailleurs que le travail s’articule, de façon méticuleuse, dans la continuité d’une tradition d’un certain théâtre d’avant-garde. Chaque objet qu’elle pose semble un chapitre supplémentaire et poétique de la chronique d’un naufrage.

## Publications
- Intime est l’arène  (ISBN 2915060037) par ODM
- Métamorphoses (ISBN 2843501652) par Hervé Bruhat
- Materia Prima Navigation temps 1
- Monstre Souterrain Porte IV  (ISBN 2915060088)
- La figure du Monstre  (ISBN 9782864809951) par la Presse Universitaire de Nancy
- Incantations Barbares  (ISBN 2930355433) par ODM
- Abode of Chaos Spirit  Edition Musée L'Organe

### Filmographie
- Le Film III “Borderline Biennial/ La Demeure du Chaos”  par Emmanuel Joly
- 999  par Etienne Perrone
- Abode of Chaos Spirit / L’Esprit de la Demeure du Chaos  par Alexandre Cardinali
- Ecce Homo  par Alexandre Cardinali
- Incantations Barbares  par Marc Del Piano
- Cash  par Didier Manuel
- Body Without Wings
- Bataille  par William Nurdin

### Discographie
- Yurugu, 1994, label sine terra firma
- Sphère, 1996, label Bouliki
- Le silence des cygnes, 1997, label Bouliki
- Distant Breath, 1998, label Bouliki
- Ruade, 2000, label Bouliki